# Eric P. Caspar
Eric P. Caspar (* 14. Mai 1941 als Jürg Kretz in Zürich) ist ein Schweizer Schauspieler und Theater-Regisseur.

## Leben
Nach seiner Ausbildung als Diplom-Kaufmann und einer kurzzeitigen Tätigkeit als Bankkaufmann in Zürich studierte er von 1958 bis 1962 Schauspiel, Szenische Gestaltung und Musical am Max-Reinhardt-Seminar in Wien.
Nach fünf Jahren in festen Engagements in Chur, Linz und Köln arbeitete er freiberuflich im Bereich Theater, Film und Fernsehen. Während seiner etwa hundert Bühnenrollen sowohl im klassischen als auch im Unterhaltungsbereich spielte Caspar mit Johannes Heesters, Hans Söhnker und Willy Millowitsch. Im klassischen Sektor reichte sein Spektrum von Franz Moor über Orin, Ariel, Leonce bis zu Heinrich Meisel.
Caspar war auch in etwa hundertfünfzig Film- und Fernsehproduktionen in Deutschland, der Schweiz, Frankreich, den USA, England, Schottland und Italien zu sehen. Er übernahm wichtige Rollen in Filmen internationaler Regisseure, so z. B. bei Samuel Fuller den Charlie Umlaut in Tote Taube in der Beethovenstraße, bei Jack Gold den Lagerkommandanten Franz Karl Reichleitner in Flucht aus Sobibor (Golden-Globe-Film), bei Dan Curtis den General Heusinger in War and Remembrance (Golden-Globe-Film), bei Rainer Erler den Müller-Strehlitz in Ein Guru kommt und den Forscher Carolus Büdel in Das Blaue Palais usw.
Ausserdem spielte er in acht Musicals, darunter den Nestor/Oskar in Irma la Douce. Als Regisseur inszenierte er sechs Theaterstücke.
Neben seiner Arbeit für Film und Bühne widmet er sich der Malerei und der Kunstfotografie und hatte schon Ausstellungen in Köln und in München. Caspar, der auch als Schriftsteller tätig ist, wohnt in München.